# Portuense (suburbio di Roma)
Portuense è il settimo suburbio di Roma, indicato con S. VII.
Il nome è associato all'omonimo quartiere ed è preso, come per il quartiere, dalla via Portuense, che conduceva a Porto.

## Geografia fisica

### Territorio
Si trova nell'area sud-ovest della città, fra la via Portuense a nord e il fiume Tevere a sud.
Il suburbio confina:
- a nord con il suburbio S. VIII Gianicolense[1] e il quartiere Q. XII Gianicolense[2]
- a est con il quartiere Q. XI Portuense[3]
- a sud-est con il quartiere Q. XXXII Europa[4] e la zona Z. XXXIX Tor di Valle[5]
- a ovest con la zona Z. XL Magliana Vecchia[6]

## Storia
Il suburbio viene definito con deliberazione del Governatore n. 1222 del 27 febbraio 1932 con numerazione S. VIII, quindi assunse l'attuale numerazione e codice in concomitanza con la soppressione del suburbio S. VII Ostiense, avvenuta con variazione del dizionario toponomastico del 1º marzo 1954.

## Monumenti e luoghi d'interesse

### Architetture civili
- Villa Kock, sulla collina di Monte Cucco. Villa del XVII secolo (1607)[7]. 41.836249°N 12.441293°E
- Casale Ascenzi, su via dell'Imbrecciato. Casale del XVIII secolo. 41.849416°N 12.445149°E
- Torre Righetti, sulla collina di Monte Cucco. Casino di caccia del XIX secolo (1825)[8]. 41.836589°N 12.443951°E
- Casale degli Inglesi, su via di Generosa. Casali del XIX secolo. 41.838166°N 12.425148°E
- Casa Pantalei, su via delle Vigne. Casali del XIX secolo. 41.841171°N 12.422417°E
- Casale Lauricella, su via Adeodato Ressi. Casali del XIX secolo. 41.844743°N 12.426332°E
- Casale Maccaferri, su via Fulda. Casali del XIX secolo. 41.838035°N 12.432258°E

### Architetture religiose
- Chiesa di Santa Maria del Rosario di Pompei alla Magliana, su piazza della Madonna di Pompei. Chiesa del XX secolo (1915).
- Chiesa di San Raffaele Arcangelo, su via di San Raffaele. Chiesa del XX secolo (1953). 41.843758°N 12.437982°E

Parrocchia eretta il 1º febbraio 1953 con il decreto del cardinale vicario Clemente Micara "Quo uberius".
- Cappella Gesù Maestro della Casa Generalizia Congregazione delle Pie Discepole del Divin Maestro, su via Portuense. Chiesa del XX secolo (1967-69). 41.850433°N 12.428936°E
- Chiesa di Santa Maria del Rosario, su via Chiusdino. Chiesa del XXI secolo (2007).

### Siti archeologici
- Torraccio o Trullo dei Massimi, su via delle Idrovore della Magliana. Sepolcro del I secolo[9]. 41.830352°N 12.445644°E
- Basilica ipogea e catacombe di Generosa, su via delle Catacombe di Generosa. Basilica e sepolcro del IV secolo.[10][11]

### Altro
- Ponte della Magliana, lungo via della Magliana. Ponte del XX secolo (1930-48).
- Memoriale ai Caduti della Grande guerra di Trullo e Magliana, su via del Trullo. 41.841965°N 12.437143°E

## Geografia antropica

### Urbanistica
Nel territorio del suburbio Portuense si estende la zona urbanistica 15D Trullo.

### Suddivisioni storiche
Del territorio del suburbio Portuense fanno parte Borgata Petrelli e l'area de La Parrocchietta.

## Infrastrutture e trasporti
|  | È raggiungibile dalla stazione di Magliana. |